# Khurshid
Khurshid (lingua pahlavi: , Khōrshēd; Tabari/in persiano اسپهبد خورشید‎, Spāhbed Khōrshīd, 'Generale Khorshid'; 734 – Daylam, 761), erroneamente indicato come Khurshid II dai primi studiosi, fu l'ultimo ispahbadh del Tabaristan. Salì al trono in tenera età e governò, fino all'età di 14 anni, sotto la reggenza dello zio Farrukhan il Giovane. Khurshid cercò di affermare la sua indipendenza dal vassallaggio nei confronti del Califfato, sostenne diverse ribellioni e mantenne i contatti diplomatici con la dinastia Tang della Cina. Alla fine gli Abbasidi conquistarono il suo paese nel 759-760, e catturarono la maggior parte dei membri della sua famiglia. Khurshid riuscì a fuggire a Daylam, dove concluse la sua vita.

## Biografia

Mappa del Ṭabaristān e dei territori confinanti.

Khurshid nacque nel 734/735, figlio di Dadhburzmihr o Dadmihr (morto nel 740) e nipote di Farrukhan il Grande (morto nel 728), primo sovrano (ispahbadh) della dinastia dei Dabuyidi: notizia conosciuta grazie alla sua monetazione. Secondo la tradizione, i Dabuyidi istituirono una dinastia pressoché indipendente che governò sul Tabaristan, negli anni 640, durante i tumulti occorsi all'epoca della conquista islamica della Persia e al collasso dell'Impero sasanide. Pagavano esclusivamente i tributi di vassallaggio al Califfato arabo e governarono, nonostante ripetuti tentativi di invasione da parte dei musulmani, mantenendo la loro autonomia anche grazie all'inaccessibilità del loro territorio. Recenti interpretazioni delle fonti di P. Pourshariati, comunque, sostengono che Farrakhan il Grande fu colui che in realtà instaurò il regno della famiglia sul Tabaristan, intorno agli anni 670. Nelle prime fonti, Khurshid viene indicato come Khurshid II, a causa di una cattiva interpretazione della monetazione, che portarono i primi studiosi a interpolare un Khurshid prima di Farrukhan, il cui regno è stato ipotizzato come iniziato intorno al 710.
Khurshid succedette a suo padre all'età di sei anni, e per otto anni governò sotto la reggenza di suo zio Farrukhan-i Kuchak ("Farrukhan il Giovane"). Quando Khurshid divenne maggiorenne, i figli di Farrukhan rifiutarono di riconoscere la sua autorità e tentarono di usurpare il trono. Il loro complotto sarebbe stato scoperto da Khurshid a seguito della rivelazione di una schiava, Varmja Haraviya. Con l'aiuto dei figli di suo cugino Jushnas, Khurshid riuscì a sconfiggere e imprigionare i figli di Farrukhan il Giovane. In seguito prese Varmja Haraviya come sua sposa, mentre ai figli di Jushnas vennero affidate elevate cariche dello Stato. Lo storico Ibn Isfandiyar diede una vivida descrizione della prosperità del Tabaristan in quel periodo, descrivendolo come un importante centro di produzione tessile (tra cui la seta), che commerciava con i turchi dell'Asia centrale, probabilmente attraverso il Mar Caspio. Khurshid si dice che abbia contribuito a questa prosperità con la costruzione di numerosi bazar e caravanserragli. Khurshid provò a consolidare e ad estendere il suo potere, e approfittò delle turbolenze all'interno del califfato degli Omayyadi durante la terza guerra civile islamica, ribellandosi al califfo omayyade Marwan II (r. 744-750), e inviò un'ambasciata alla dinastia Tang nel 746, che lo riconobbe ("re Hu-lu-ban") come principe vassallo.
Durante la rivoluzione abbaside, tuttavia, fu costretto a combattere nell'esercito abbaside sotto Abu Muslim. Come uno dei vassalli di Abu Muslim, sostenne quest'ultimo nella sua guerra contro il Califfo abbaside al-Mansur (r. 754-775). Dopo che questi fece assassinare Abu Muslim, nel 755, Khurshid sostenne la rivolta anti-abbaside di Sunbadh, che affidò parte del tesoro di Abu Muslim a Khurshid. Quando la rivolta di Sunbadh venne repressa, Sunbadh fuggì in Tabaristan, ma venne ucciso da uno dei cugini di Khurshid, apparentemente perché non era riuscito a dimostrare la sua identità. È possibile, tuttavia, che l'omicidio sia stato istigato da Khurshid, nella speranza di acquisire il resto del tesoro di Abu Muslim. Al-Mansur inviò suo figlio ed erede, al-Mahdi (r. 775–785) a recuperare il tesoro di Abu Muslim. Khurshid glielo negò, e al-Manṣūr tentò di detronizzare Khurshid, nominando ispahbadh uno dei suoi cugini. Questo non ebbe l'effetto desiderato di mettere in discussione la fedeltà dei sudditi nei confronti di Khurshid, ma questi infine fu costretto ad accontentare gli Abbasidi accettando di versare un tributo annuale più sostanzioso che lo portò al livello di quello pagato ai Sasanidi.
Poco dopo, tuttavia, Khurshid approfittò della rivolta di ʿAbd al-Jabbār ibn ʿAbd al-Raḥmān, il governatore di Khorasan, per espellere ancora una volta fuori il califfato. Al-Manṣūr inviò un esercito in Tabaristan, con l'intenzione di sottomettere completamente il paese e renderlo una provincia. Khurshid fuggì nella fortezza di al-Tak tra le montagne, dove fu assediato nel 759-760. Anche se Khurshid stesso riuscì a trovar rifugio nel vicino Daylam, la fortezza alla fine si arrese, e con essa la sua famiglia cadde nelle mani degli Abbasidi che la portarono a Baghdad. Dal Daylam, Khurshid provò a riconquistare il suo regno. Radunò un esercito tra gli abitanti della regione di montagna e invase il Tabaristan nel 760. Respinto, tornò nel Daylam. Dopo aver saputo della cattura della sua famiglia, si dice abbia esclamato "Dopo questo non c'è nessuna volontà di vita e di gioia, e la morte è il solo conforto e sollievo", e si avvelenò, probabilmente nel 761.
Il Tabaristan divenne una provincia del Califfato, amministrata ad Āmul da un governatore arabo, anche se le dinastie locali dei Bavandidi, Karinidi e Zarmihridi, un tempo soggette ai Dabuyidi, mantennero il controllo del territorio montagnoso come vassalli degli Abbasidi. Le monete vennero coniate in Tabaristan, a nome di Khurshid, fino al 764, quando il nome del governatore abbaside lo sostituì. Di conseguenza alcune fonti precedenti menzionano anche il 767 come data della morte di Khurshid.

## Famiglia
Dopo la cattura, i figli di Khurshid, Dadmihr, Hormozd e Vandad-Hormozd, ricevettero dei nomi arabi, ma la loro sorte è sconosciuta. Secondo fonti cinesi, d'altra parte, uno di essi era in ambasciata presso i Tang al tempo della conquista del Tabaristan. Le figlie di Khurshid vennero date come concubine ai membri della dinastia degli Abbasidi. Il nome di queste principesse è poco sicuro, ma una venne tenuta da al-Mansur e un'altra da suo fratello, ʿAbbās ibn Muḥammad. Al-Bakhtariyya, una figlia di Farrukhan il Giovane, divenne la concubina di al-Mahdi, e un'altra concubina di al-Mahdi, Shakla, era una figlia di Khurshid. Nell'817, durante la quarta guerra civile islamica, la popolazione di Baghdad pensò di eleggere uno dei loro figli come califfo in opposizione ad al-Maʾmūn (r. 813–833). Il figlio di al-Bakhtariyya, al-Mansur ibn al-Mahdi, rifiutò, ma il suo fratellastro Ibrahim ibn al-Mahdi accettò e regnò contro il califfo fino all'819.